# Butobarbital
Le butobarbital, également appelé  butéthal ou méthylmalonylurée est un hypnotique du groupe des barbituriques.
Il a été développé en 1921 par les établissements Poulenc frères (devenus par la suite le groupe Rhône-Poulenc) . 

## Préparations commerciales
Soneryl (Royaume-Uni)